# Cisangkal
Cisangkal is een bestuurslaag in het regentschap Garut van de provincie West-Java, Indonesië. Cisangkal telt 2821 inwoners (volkstelling 2010).